# Louis II de Bourbon-Condé
Le Grand Condé
Pour les articles homonymes, voir Louis II et Louis de Bourbon.
Titre
Prince de Condé
26 décembre 1646 – 11 décembre 1686
(39 ans, 11 mois et 15 jours)
Signature
Louis II de Bourbon-Condé dit le Grand Condé, d'abord désigné par le titre de duc d'Enghien, né le 8 septembre 1621 à Paris et mort le 11 décembre 1686 à Fontainebleau, est un prince du sang français, cousin de Louis XIV, et un des généraux du Grand Siècle.
Engagé à la fin de la guerre de Trente Ans comme général de l'armée française, il devient célèbre dans toute l'Europe dès l'âge de 21 ans à l'issue de la bataille de Rocroi (1643), au cours de laquelle il inflige une sévère défaite à l'armée espagnole. Il devient ensuite un des principaux meneurs de la Fronde des princes contre le cardinal Mazarin au début des années 1650, et se met ensuite un moment au service de l'Espagne, avant de rentrer en France, gracié par Louis XIV. Ses exploits militaires et sa bravoure lui valurent le surnom de Grand Condé.
Le Grand Condé porte de nombreux titres, hérités ou attribués : premier prince du sang, pair de France, prince de Condé, duc de Bourbon, duc d'Enghien, duc de Montmorency, duc de Châteauroux, duc de Bellegarde, duc de Fronsac, comte de Sancerre (1646-1686), comte de Charolais ; il a également détenu la fonction de gouverneur du Berry et le gouvernement de Bourgogne.

## Biographie

### Origines familiales et formation
La branche des princes de Condé est issue du fils cadet de Charles IV de Bourbon, duc de Vendôme, Louis (1530-1569), arrière-grand-père du Grand Condé, tandis que la dynastie royale est issue d'Antoine (1518-1562), son fils aîné, père d'Henri IV. Durant les guerres de religion (1562-1598), les membres des deux branches font partie du camp protestant, ce qui n'empêche pas des rivalités, notamment entre Henri IV et son cousin germain Henri de Bourbon-Condé (1552-1588), mort dans des conditions suspectes.
Louis II est le fils d'Henri II de Bourbon-Condé (1588-1646), qui a été héritier présomptif d'Henri IV de 1596 à 1601, date de la naissance de Louis XIII. Dans les années 1620, Henri II détient notamment la fonction de gouverneur du Berry, dont Louis II hérite à sa mort. L'héritier présomptif de Louis XIII est alors son frère Gaston (1608-1660), dont la situation matrimoniale est telle que les Condé peuvent avoir l'espérance d'arriver un jour sur le trône de France, du moins jusqu'à la naissance tardive de Louis XIV, en 1638.
Sa mère, Charlotte-Marguerite de Montmorency (1594-1650), est la petite-fille du connétable Anne de Montmorency. En 1629, après qu'elle a donné naissance à un second fils, Armand, son mari part pour son gouvernement du Berry, en emmenant Louis.
Celui-ci, qui a jusque là été éduqué assez sévèrement par des précepteurs à l'hôtel de Condé, poursuit ses études au collège des jésuites de Bourges.
En 1640, son père le fait entrer dans l'armée et il participe au siège d’Arras.

### Des fiançailles politiques avec la nièce de Richelieu (1633-1641)
Un projet de mariage est élaboré dès le début des années 1630 entre le prince du sang Louis II, qui est assez proche du trône de France jusqu'à la naissance de Louis XIV, et la nièce du cardinal de Richelieu, Claire-Clémence de Maillé (1628-1694), fille d'Urbain, marquis de Brézé. Les fiançailles ont lieu en 1633, entre deux enfants de 12 et 5 ans.
Pour Henri II de Bourbon-Condé, Claire-Clémence doit apporter une dot considérable, en contrepartie d'un degré de noblesse sans commune mesure avec celui des Condé.
Pour Richelieu, c'est la perspective de devenir l'oncle de la reine de France. En effet, le mariage de Louis XIII, né en 1601, et d'Anne d'Autriche, est encore dépourvu de descendance. L'héritier présomptif avant Henri II, puis Louis II, Gaston d'Orléans, n'a pas eu de fils de son premier mariage (1626) et le second (1632) a été conclu sans l'autorisation du roi.
Malgré le changement de situation dû aux naissances royales de Louis XIV (1638), puis de Philippe d'Orléans (1640), le mariage est célébré en 1641, alors que les deux fiancés (20 et 13 ans) n'ont aucun attrait l'un pour l'autre. Le duc d'Enghien proteste contre la contrainte qui lui est alors imposée, en vain.

### Général au service de la France (1643-1648)

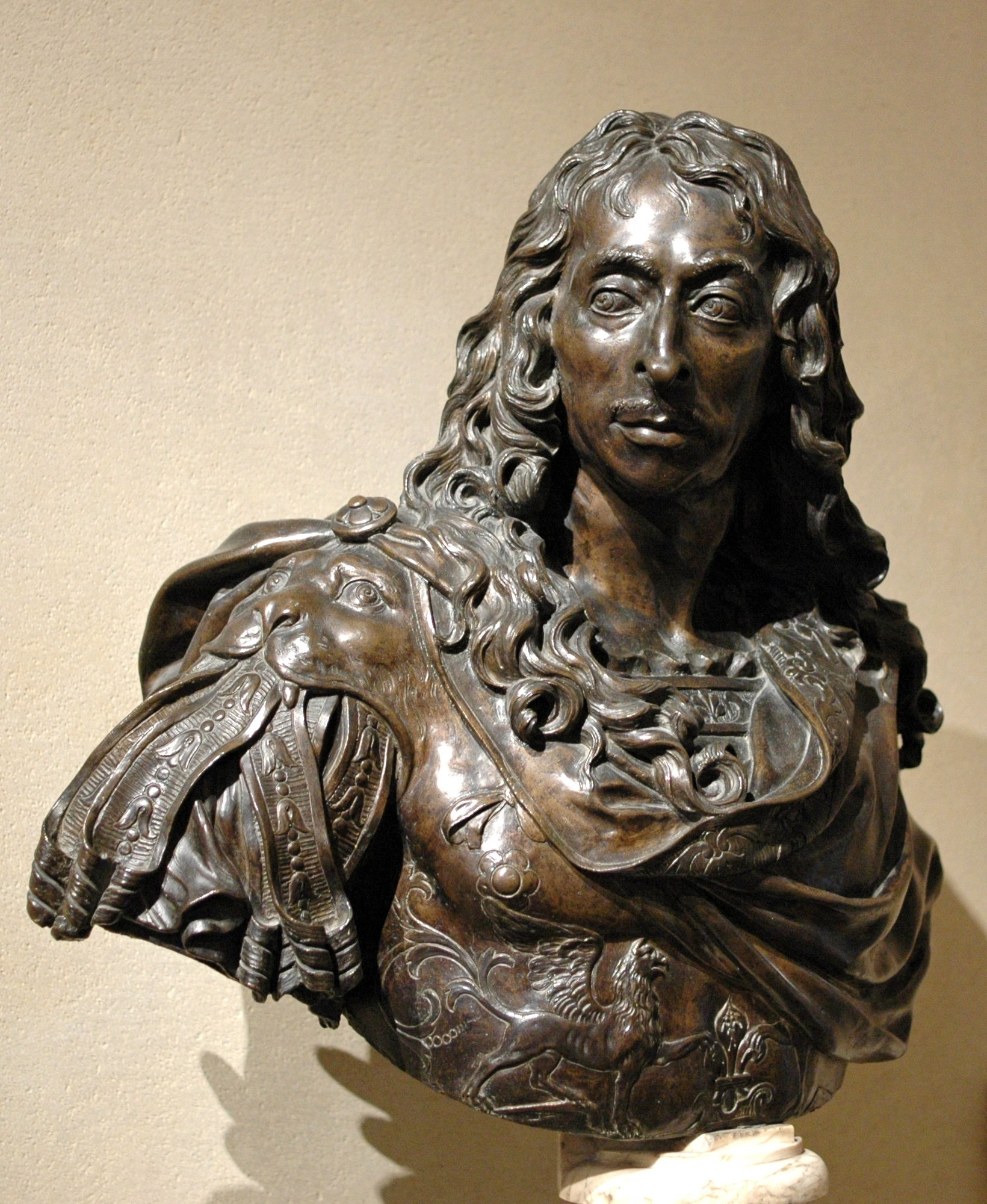
Buste en bronze du Grand Condé par Antoine Coysevox, 1688, musée du Louvre.

Le duc d'Enghien montre dans la carrière militaire un génie précoce.
En 1643, à l'âge de 21 ans, Louis XIII lui confie le commandement honorifique de l'armée de Picardie, sous les ordres de François de L'Hospital. Il s'agit de barrer la route à l'armée du roi d'Espagne Philippe IV, qui envahit la France à partir des Pays-Bas espagnols.
Le 19 mai, cinq jours après la mort de Louis XIII, il remporte la victoire de Rocroi, brisant ainsi la réputation d'invincibilité des tercios. Ce très jeune général est comparé dans toute l'Europe comme un égal de César et d'Alexandre.
Il est ensuite envoyé sur le Rhin, aux côtés de Turenne. Il bat les Allemands à Fribourg, puis remporte avec Turenne la bataille d'Alerheim en 1645 contre Franz von Mercy. En 1646, il s'empare de Dunkerque.
Fin décembre 1646, à la mort de son père, il devient le 4e prince de Condé.
Envoyé en Catalogne, il ne réussit pas à prendre Lérida ; mais il remporte bientôt en Artois la victoire de Lens sur l'archiduc Léopold-Guillaume qui amène la paix avec les Habsbourg d'Autriche en 1648 (traité de Münster), tandis que la guerre franco-espagnole continue. Il est considéré comme l'un des plus grands commandants du royaume de France.

### La période de la Fronde
Pendant les troubles de la Fronde, il adopte une attitude ambiguë. Il défend d'abord le parti de la cour, la régence durant la minorité de Louis XIV étant assumée par sa mère Anne d'Autriche, secondée par le cardinal Mazarin, premier ministre, puis il prend parti contre Mazarin qu'il appelle « le faquin écarlate ». Son soutien à la reine mère Anne d'Autriche permet d'abord la signature de la paix de Rueil. Néanmoins, en 1649, par rivalité avec Mazarin qu'il considère comme un usurpateur étranger, il sympathise avec la cause de la Fronde. Remportant toutes les batailles entre 1643 à 1648, il réclame pour lui l’amirauté et pour ses amis tous les postes de responsabilité dans l’armée. Le 18 janvier 1650, lui, son frère le prince de Conti et son beau-frère le duc de Longueville sont jetés en prison par la reine-régente et Mazarin, qui veulent refréner ses ambitions. Leur captivité dure 13 mois.
Le 7 février 1651, devant l'union des Frondes, Mazarin s'enfuit et libère les princes. Condé prend la tête de la Fronde des princes, malgré la majorité de son grand cousin, Louis XIV. Il négocie avec le roi Philippe IV d'Espagne et le Lord-protecteur anglais, Oliver Cromwell. Il lève des troupes, marche sur Paris. Contre lui, Louis XIV âgé de 14 ans réussit à gagner Turenne qui prend la tête des troupes royales et défait le prince à la bataille de Bléneau le 7 avril 1652, à Étampes en mai puis au faubourg Saint-Antoine à Paris. La duchesse de Montpensier, Anne-Marie-Louise d'Orléans (la Grande Mademoiselle), fait tirer les canons sur les troupes royales pour permettre à son cousin de se réfugier dans Paris.

### Au service de l'Espagne (1654-1659)

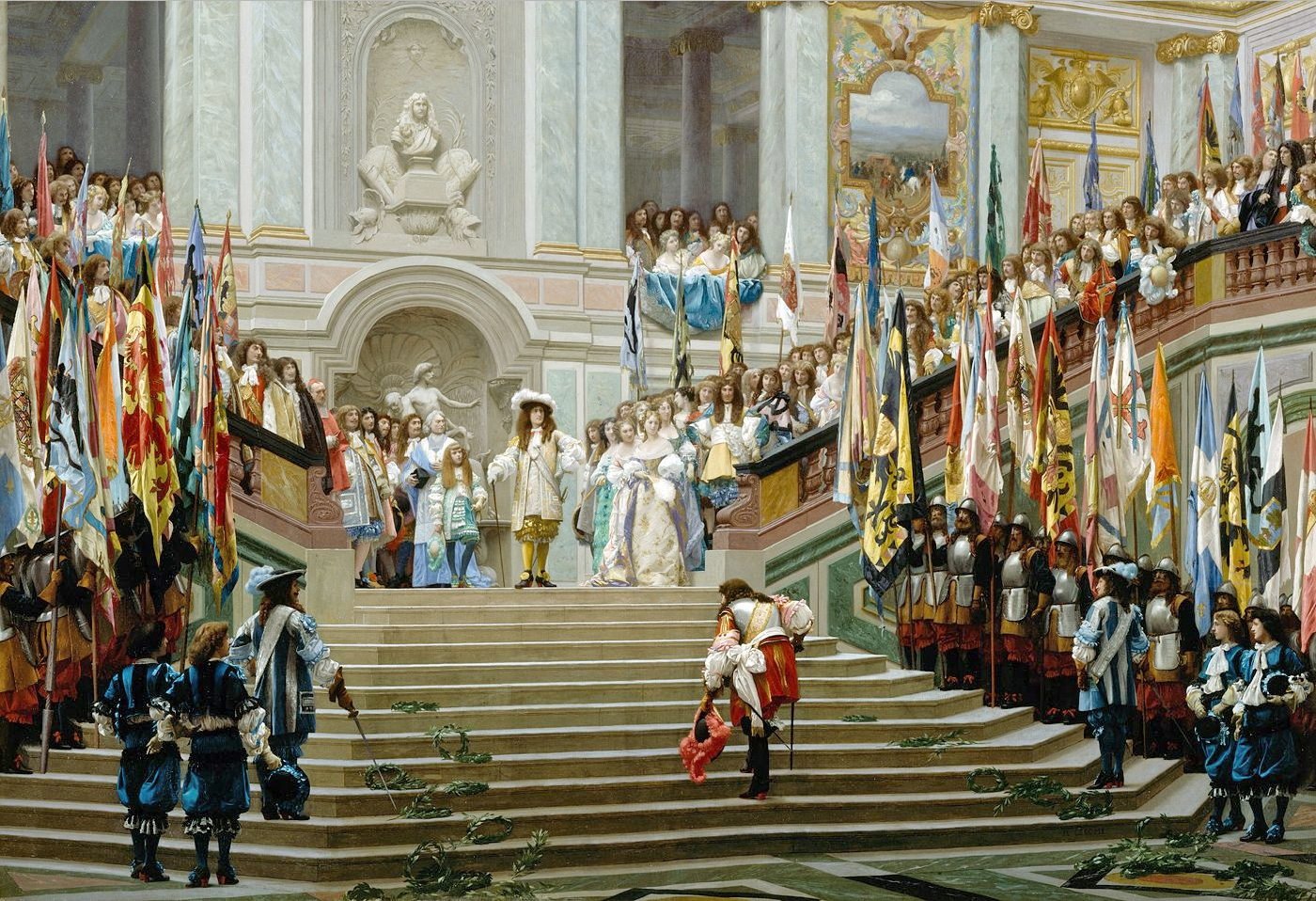
Réception du Grand Condé par par Jean-Léon Gérôme (1878).

Déchu et condamné à mort, Condé se réfugie aux Pays-Bas et passe au service de l'Espagne. Il est battu par Turenne en août 1654 lors de la bataille du secours d'Arras, mais sort vainqueur du siège de Valenciennes ; il est définitivement battu en 1658 à la bataille des Dunes.
Le traité des Pyrénées d'avril 1659 consacre plusieurs articles (79 à 88) au cas du prince de Condé, qui est autorisé par Mazarin à rentrer en France en recouvrant ses biens. Le pardon royal est proclamé à Aix-en-Provence, peu avant le mariage de Louis XIV et de l'infante Marie-Thérèse d'Autriche.

### Les années 1660 et 1670: le retour en grâce
Néanmoins, dans un premier temps, Louis XIV écarte Condé de tout emploi militaire ou civil. Il consacre donc les années 1660 à l'embellissement de son château de Chantilly, où il entretient une petite cour plus libre que celle de Versailles. Il vit pratiquement séparé de son épouse, qui réside en général à Paris, ou à Saint-Maur pendant l'été.
La guerre s'étant rallumée entre la France et l'Espagne, Condé retrouve un commandement dans les armées du roi. Dans le contexte de la guerre de Dévolution (1667-1668), il conquiert le comté de Bourgogne (actuelle Franche-Comté), possession du roi d'Espagne au terme d'une campagne de trois semaines. Le comté est cependant restitué au roi d'Espagne par le traité d'Aix-la-Chapelle.
En janvier 1671, un scandale éclate autour de la princesse de Condé : à la suite d'un incident survenu à l'hôtel de Condé, la rumeur se répand qu'elle a eu une liaison avec un domestique. Le prince de Condé demande alors au roi une lettre de cachet qui l'assigne à résidence dans le château Raoul à Châteauroux, où elle reste jusqu'à sa mort en 1694.
En avril 1671, le prince de Condé invite Louis XIV et une partie de la cour de Versailles à une grande fête (23-25 avril). Cette fête est marquée par le suicide du maître d'hôtel François Vatel, en raison d'un retard dans la livraison des poissons (pour plusieurs centaines de personnes) pour le repas du vendredi 24 avril. Malgré cet événement, ces fêtes marquent la complète réconciliation entre le roi et le prince de Condé.
Il combat à nouveau aux côtés des armées royales de Turenne lors de la guerre de Hollande, en 1672, où il bat Guillaume III d'Orange-Nassau à la bataille de Seneffe en 1674, puis passe en Alsace pour défendre cette province contre Raimondo Montecuccoli, généralissime des armées de l'empire germanique après la mort de Turenne en 1675.
Le roi le reçoit en grande pompe à Versailles, en haut du grand escalier de marbre, au milieu de toute la cour. Condé, perclus de rhumatismes, a de la peine à monter et fait un peu attendre Louis XIV. Alors qu'il présente des excuses, le roi lui dit avec politesse : « Mon cousin, quand on est chargé de lauriers comme vous, on ne peut marcher que difficilement ».

### Dernières années à Chantilly
Sévèrement touché par la goutte, il finit sa vie dans son château de Chantilly, entouré de musiciens et de poètes, cultivant les lettres et conversant avec Racine et Boileau.
S’il a pour principale résidence le château de Chantilly, venu de l’héritage maternel Montmorency, le Grand Condé n’oublie jamais la terre de ses ancêtres : Vallery (petit village situé dans le département actuel de l'Yonne, entre Fontainebleau et Sens). Son père, Henri II de Bourbon-Condé, y avait fait construire une église à côté du château familial. Louis y fait ériger un mausolée à la mémoire de son père, et demande à y être lui-même enterré.

### Fontainebleau
À partir du mois de novembre, il veille sur Mademoiselle de Nantes, fille du roi mariée à son petit-fils, atteinte de la petite vérole. Il prend la place du souverain à son chevet pour éviter qu’il ne contracte la maladie.[réf. souhaitée]
Il meurt le 11 décembre 1686 à Fontainebleau. « Je viens de perdre le plus grand homme de mon royaume », dit Louis XIV lorsqu’il apprend le décès.
Le lundi 10 mars 1687 ont lieu à Notre-Dame de Paris, dont la façade a été drapée de noir, les obsèques où Bossuet prononce l'oraison funèbre du Grand Condé. La cérémonie est décrite par Madame de Sévigné, dans une lettre adressée à son cousin, Roger de Bussy-Rabutin : « Le moyen de ne pas vous parler de la plus belle, de la plus magnifique et de la plus triomphante pompe funèbre qui ait jamais été faite depuis qu’il y a des mortels ? ».

### Vallery
Le corps du prince est transporté à Vallery, le fief des Condé dans la vallée de l'Yonne, et rejoint ses ancêtres dans l'église qui abrite les sépultures des princes de Condé.
Son fils Henri Jules de Bourbon lui succède comme 5e prince de Condé et 4e duc d'Enghien.
Toute sa vie, Louis de Condé a été l'âme du parti libertin. Voltaire lui reproche comme un signe de sénilité sa conversion au parti dévot les deux dernières années de sa vie. En effet, signe non équivoque de cette conversion, Jacques-Bénigne Bossuet prononce sur son cercueil une oraison funèbre — un chef-d'œuvre du genre (Oraison funèbre de très haut et très puissant prince Louis de Bourbon).

## Famille

### Ascendance

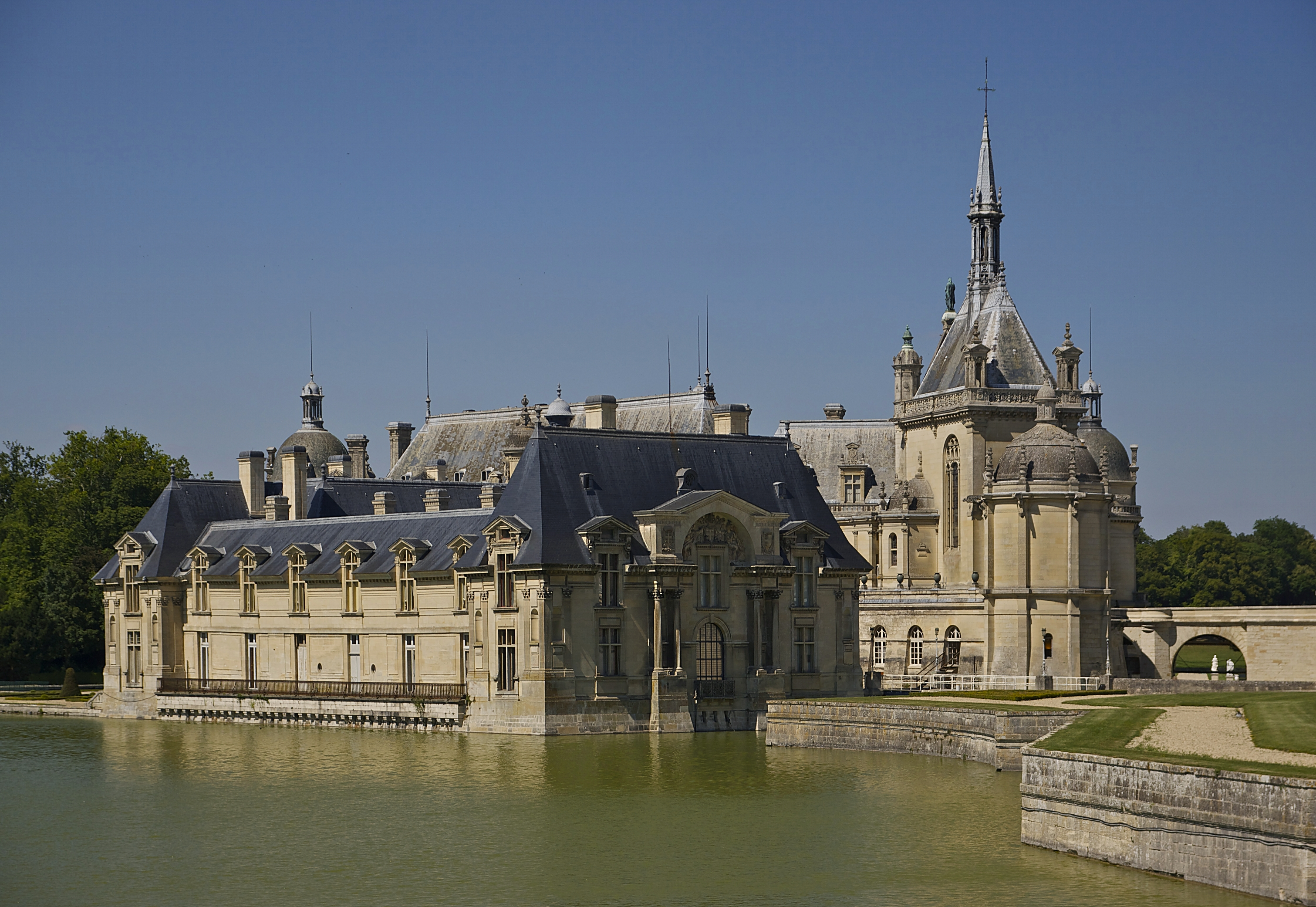
Château de Chantilly du prince de Bourbon-Condé.

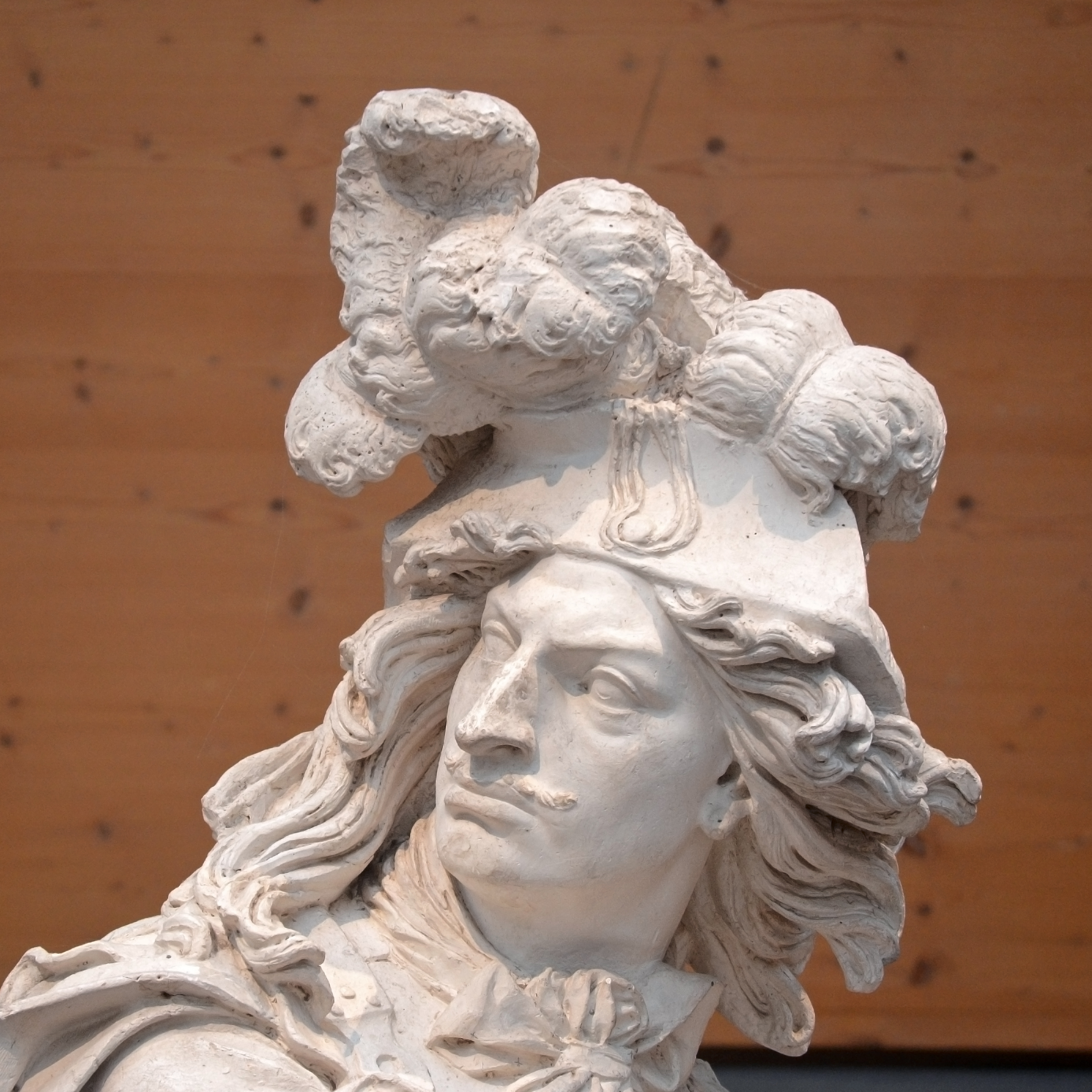
Détail de la statue représentant le Grand Condé, par le sculpteur David d'Angers (1817). Exposé dans la Galerie David d'Angers, Angers.

Fils d'Henri II de Bourbon-Condé, prince du sang, et de Charlotte-Marguerite de Montmorency, baronne de Châteaubriant et de Derval, dont le roi de France Henri IV tombe amoureux et qui sera la marraine de Louis XIV.
Ses trois frères aînés étant morts en bas âge, Louis reçoit le titre de « duc d'Enghien ». Il fait de solides études chez les Jésuites, à Bourges, et à l'âge de 17 ans, gouverne le duché de Bourgogne pour son père. Il est élevé dans l'idée que le trône peut lui échoir si la branche aînée des Bourbon vient à manquer d'héritier, ce qui assure chez lui une grande fierté et une forte ambition (parfois à défaut de la fidélité).

### Mariage et descendance
Pour des raisons politiques, il épouse le 11 février 1641 Claire-Clémence de Maillé, âgée de seulement 13 ans, fille d'Urbain de Maillé-Brézé (1597-1650) et de Nicole du Plessis de Richelieu. Il en a trois enfants, dont deux meurent en bas âge :
- Henri-Jules de Bourbon (futur prince de Condé - Paris, 29 juillet 1643–1er avril 1709) ;
- Louis, (Bordeaux, 20 septembre 1652–id., 11 avril 1653) ;
- une fille au prénom inconnu, (Breda, 1657-Paris, 28 septembre 1660).

Après avoir vainement cherché à faire annuler son mariage à la mort du cardinal de Richelieu, ne lui pardonnant pas d'avoir brisé son amour de jeunesse, Condé finit par faire enfermer sa femme à Châteauroux en 1671, sous le prétexte d'une liaison qu'elle aurait eue avec un page.

### Les cœurs des Princes de Condé
Érigé initialement pour contenir le cœur d’Henri II de Bourbon-Condé, le monument funéraire de la chapelle du château de Chantilly accueille aujourd’hui les cœurs de tous les princes de Condé.

## Postérité

### Films
- Louis, enfant roi
- Vatel
- Angélique, Marquise des anges, avec François Maistre dans le rôle du prince de Condé.

### Documentaire
- Le Grand Condé : le rival de Louis XIV, épisode de l'émission Secrets d'Histoire.

### Littérature
- Vingt Ans après d'Alexandre Dumas (1845).